# March 821
O  821  é o modelo da March da temporada de 1982 da F1. Foi guiado por Jochen Mass, Raul Boesel, Emilio de Villota e Rupert Keegan.